# Városháza (Mezőhegyes)
A mezőhegyesi városháza a város központjában a Hotel Centrál épületével szemben elhelyezkedő műemlék épület. Ismert nőtlen tiszti lak néven is, mivel eredetileg a Mezőhegyesi Állami Ménes a nőtlen gazdatisztek szálláshelyéül építtette. Helyi humoros elnevezése Kantár.
Az 1894-ben, más források szerint 1913-ban épült emeletes fachwerkes (fagerendavázas) épület stílusa elővárosi eklektika. Az oromzatán fa csúcsív helyezkedik el, az ablakok felett kis előtető látható.
2009-ben az épületet felújították, többek között új fűtési rendszer és új nyílászárókat kapott, ezen kívül akadálymentesítették, és belső felvonóval látták el. 2012. novemberben az épület földszintjét átadták a Békés Megyei Kormányhivatal Mezőkovácsházi Járási Hivatala és Mezőhegyesi Járási Kirendeltsége számára.